# Roger Pratt
Roger Pratt (* 27. Februar 1947 in Leicester; † 31. Dezember 2024) war  ein britischer Kameramann.

## Leben
Pratt studierte an der Durham University, schloss die London Film School ab und war danach beim Humphries Film Laboratory tätig, gefolgt von einer Anstellung bei Chippenham Films. Durch seine Arbeit als sogenannter clapper loader bei den Dreharbeiten zu Die Ritter der Kokosnuß wurde Terry Gilliam auf ihn aufmerksam, was für Pratts weitere Arbeit als Kameramann wichtig wurde.
Pratt begann seine Karriere beim Film als Kameraassistent in Mike Leighs Debütfilm Bleak Moments von 1971. 1981 filmte er den oscarprämierten Kurzfilm The Dollar Bottom. 1985 arbeitete er mit Terry Gilliam bei dem Film Brazil zusammen. Pratt und Gilliam freundeten sich an und arbeiteten auch bei den beiden Filmen König der Fischer und 12 Monkeys zusammen. Insgesamt war Pratt an über 35 Filmen beteiligt. Zu seinen bekanntesten und erfolgreichsten gehören Batman, 102 Dalmatiner, Chocolat, Harry Potter und die Kammer des Schreckens, Troja und Harry Potter und der Feuerkelch. Pratt war nicht nur als Kameramann tätig, sondern spielte auch in Fernsehfilmen und -serien mit. Sein Bruder Vernon lehrt als Philosophieprofessor an der Lancaster University.
Pratt starb im Alter von 77 Jahren. Er hinterließ seine Ehefrau, drei gemeinsame Kinder sowie Enkelkinder.

## Filmografie (Auswahl)
- 1981: The Dollar Bottom (Kurzfilm)
- 1985: Brazil
- 1986: Mona Lisa
- 1988: Paris by Night
- 1989: Batman
- 1991: König der Fischer (The Fisher King)
- 1993: Shadowlands
- 1994: Mary Shelleys Frankenstein
- 1995: Twelve Monkeys
- 1999: Das Ende einer Affäre (The End of the Affair)
- 1999: Grey Owl (Grey Owl)
- 2000: Not I
- 2000: 102 Dalmatiner (102 Dalmatians)
- 2000: Chocolat – Ein kleiner Biss genügt (Chocolat)
- 2001: Iris
- 2002: Harry Potter und die Kammer des Schreckens (Harry Potter and the Chamber of Secrets)
- 2004: Troja (Troy)
- 2005: Harry Potter und der Feuerkelch (Harry Potter and the Goblet of Fire)
- 2007: Closing the Ring – Geheimnis der Vergangenheit (Closing the Ring)
- 2008: Tintenherz (Inkheart)
- 2009: Das Bildnis des Dorian Gray (Dorian Gray)
- 2010: Karate Kid
- 2014: Keeping Rosy

<

## Auszeichnungen
Roger Pratt wurde 2000 für den Oscar und BAFTA Award für Das Ende einer Affäre nominiert. 2001 nominierten ihn die British Society of Cinematographers und erneut die BAFTA für den Film Chocolat. Außerdem erhielt er von der British Society of Cinematographers zwei Nominierungen für Frankenstein (1994) und Shadowlands (1993). 2023 wurde er mit dem Lifetime Achievement Award der British Society of Cinematographers geehrt.